# 2018 (szám)
A 2018 (római számmal: MMXVIII) a 2017 és 2019 között található természetes szám.

## A matematikában
A tízes számrendszerbeli 2018-as a kettes számrendszerben 11111100010, a nyolcas számrendszerben 3742, a tizenhatos számrendszerben 7E2 alakban írható fel.
A 2018 páros szám, összetett szám, félprím. Kanonikus alakja 21 · 10091, normálalakban a 2,018 · 103 szorzattal írható fel. Négy osztója van a természetes számok halmazán, ezek növekvő sorrendben: 1, 2, 1009 és 2018.
A 2018 négy szám valódiosztóösszeg-függvényeként áll elő, ezek közül legkisebb az 1870.